# Папинсаари
Папинсаари (фин. Papinsaari) — один из районов города Турку, входящий в территориальный округ Хирвенсало-Какскерта.

## Географическое положение
Район расположен в южной части острова Хирвенсало.

## Население
Район является одним из слабозаселённых. В 2004 году численность населения района составляла 158 человек, из которых дети моложе 15 лет — 29,75 %, а старше 65 лет — 4,43 %. Финским языком в качестве родного владели 94,94 %, шведским — 5,06 % населения района.